# Mouvement démocrate
Das Mouvement démocrate (MoDem; deutsch Demokratische Bewegung) ist eine Partei der politischen Mitte in Frankreich, die im Mai 2007 auf Initiative des Politikers François Bayrou gegründet wurde.
Bayrou kündigte am 25. April 2007 nach seinem guten Ergebnis bei der Präsidentschaftswahl 2007 an, mit der Parteigründung die Union pour la démocratie française (UDF) abzulösen und bei den Parlamentswahlen 2007 anzutreten. Zuerst hatte Bayrou den Namen Parti démocrate vorgeschlagen, dieser wurde aber in Mouvement démocrate geändert, da es bereits eine wenig bekannte Parti Démocrate in Frankreich gibt.
Bayrou positionierte die Partei als Verbindung von gemäßigter Linker und gemäßigter Rechter und hoffte, MoDem als alternative politische Kraft in Frankreich etablieren zu können.
2017 unterstützte MoDem Emmanuel Macron bei der Präsidentschaftswahl, weshalb der Abgeordnete Jean Lassalle austrat. Macron gewann diese in der Stichwahl mit rund 66 Prozent gegen Marine Le Pen.

## Inhaltliches Profil
Während der ersten Zeit nach der Gründung war es angesichts der heterogenen Gruppen und vielen Politneulinge in der Partei „völlig unklar, welche Gruppe sich letztlich durchsetzen und wie eine Hierarchisierung der  unterschiedlichen Prioritäten aussehen könnte“. Insbesondere die Bedeutung des Zentrismus-Begriffs in der französischen Politik, dem sich das Mouvement Démocrate zurechnet (es nannte sich sogar „hyperzentristisch“), ist weitgehend unklar; es wird auch bezweifelt, ob es sich um eine autonome Kraft mit einer spezifischen Ideologie handelt.
Das Mouvement Démocrate bekennt sich zu einem Humanismus, der den Menschen in den Mittelpunkt seines Handelns stellt. Das Mouvement Démocrate engagiert sich für die Förderung der republikanischen Ideale und eine nachhaltige Entwicklung durch den Aufbau einer demokratischen Verantwortung in der nationalen, europäischen und weltweiten Politik, im wirtschaftlichen und gesellschaftlichen Leben.
Das Mouvement Démocrate gehört der Europäischen Demokratischen Partei (EDP) an und befürwortet eine Vertiefung der europäischen Integration.

## Wahlergebnisse
In der ersten Runde der Parlamentswahl 2007 erreichte die Partei 7,6 Prozent der Stimmen, in der Endrunde konnte sie drei Abgeordnete in die Nationalversammlung bringen. 2012 entfielen im ersten Wahldurchgang nur 2,3 Prozent der Stimmen auf MoDem. In der zweiten Runde konnten zwei Mandate gewonnen werden. Zuvor hatte Bayrou in der Präsidentschaftswahl am 22. April 2012 9,1 Prozent (1. Wahlgang) erzielen können, nach 18,6 Prozent 2007 ein enttäuschendes Resultat. Bei der Parlamentswahl 2017 trat MoDem in einem Wahlbündnis mit der Bewegung En Marche! von Emmanuel Macron an, dessen Präsidentschaftskandidatur man zuvor unterstützt hatte. MoDem erreichte im ersten Wahlgang 4,1 % der Stimmen und gewann im zweiten Wahlgang 42 Mandate.

## Scheinbeschäftigungsaffäre
Im Juni 2017 gaben die MoDem-Politiker François Bayrou, stellvertretender Premierminister (Ministre d’État, „Staatsminister“) und Justizminister im Kabinett von Premierminister Édouard Philippe, die Verteidigungsministerin Sylvie Goulard sowie die Beigeordnete Ministerin für Europaangelegenheiten Marielle de Sarnez aufgrund einer Scheinbeschäftigungsaffäre in ihrer Partei ihre Rücktritte bekannt. Es bestand der Verdacht, dass Mitarbeiter von EU-Abgeordneten in Wirklichkeit für Parteiaufgaben eingesetzt wurden. Vorermittlungen wurden von der französischen Justiz eingeleitet.

## Persönlichkeiten

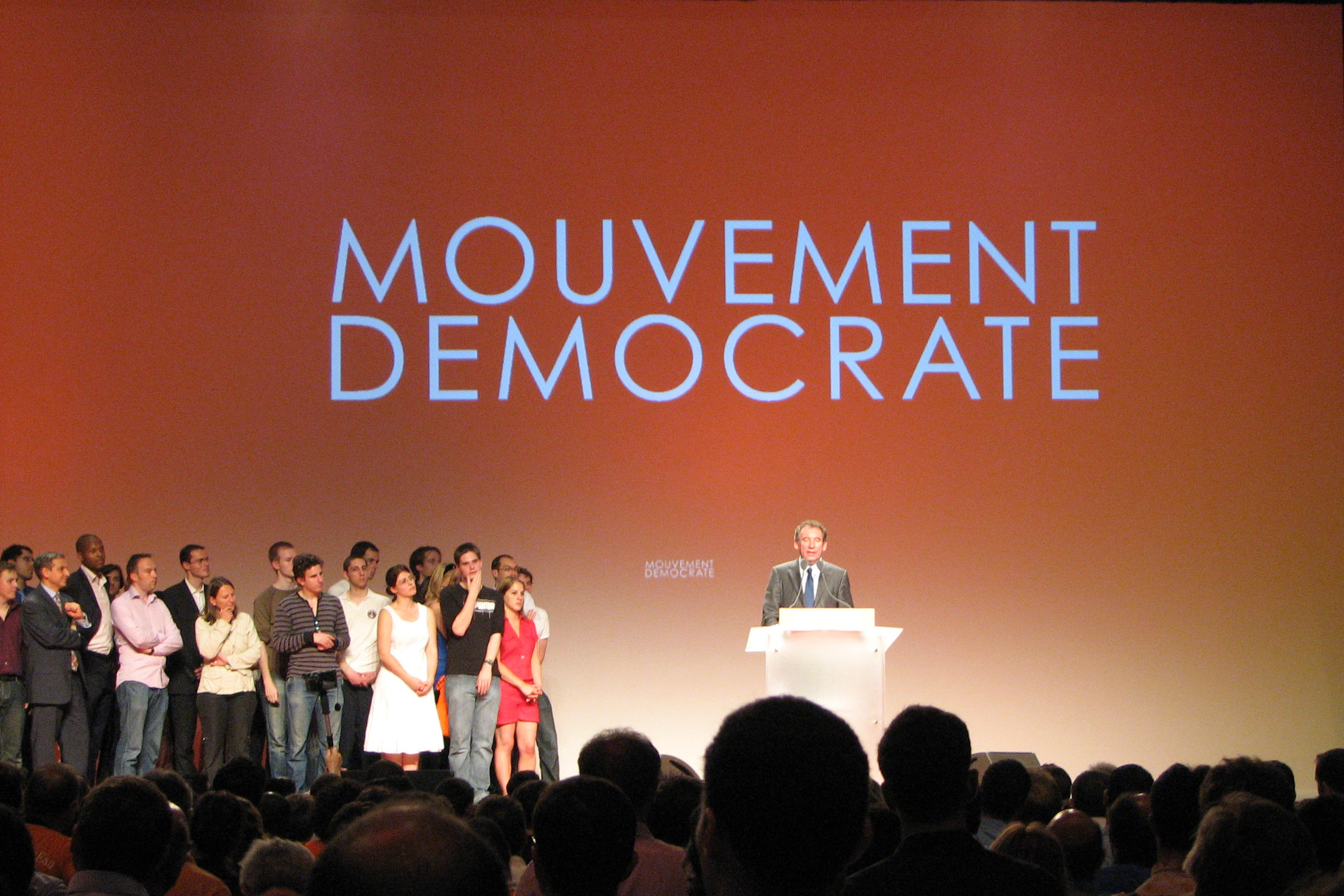
Erste Zusammenkunft des Mouvement Démocrate am 24. Mai 2007

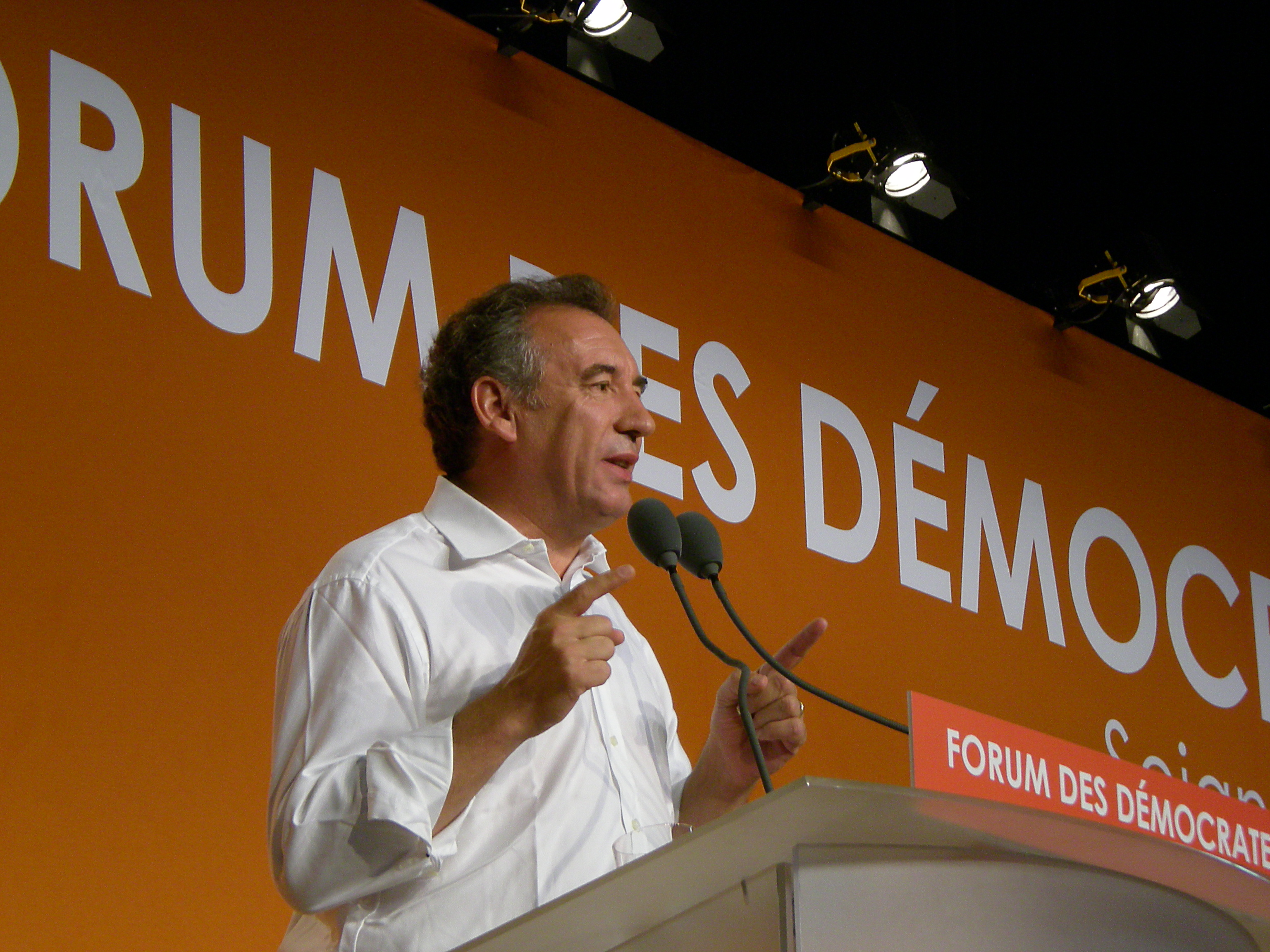
François Bayrou

### Minister
Im Kabinett Barnier gehörten zwei Minister und eine beigeordnete Ministerin dem MoDem an:
- Jean-Noël Barrot, Minister für Europa und auswärtige Angelegenheiten
- Geneviève Darrieussecq, Ministerin für Gesundheit und Pflege
- Marina Ferrari, beigeordnete Ministerin für Tourismuswirtschaft

### Abgeordnete
Bei den Parlamentswahlen im Sommer 2024 konnte das Mouvement démocrate 33 Abgeordnete in die Nationalversammlung entsenden. Sie waren in der Regel vom bürgerlichen Mitte-Bündnis Ensemble pour la République nominiert, dem auch  die Partei Renaissance des Präsidenten Emmanuel Macron angehört. In der Nationalversammlung sitzen sie in der Fraktion Les Démocrates, der zusätzlich zwei Abgeordnete verbündeter Parteien sowie ein Gast (apparenté) angehören. Mit insgesamt 36 Abgeordneten ist sie die siebtstärkste Fraktion. Zu den MoDem-Abgeordneten der Legislaturperiode seit 2024 gehören:
- Marc Fesneau, Fraktionsvorsitzender seit 2024
- Bruno Fuchs, Vorsitzender des Ausschusses für Auswärtige Angelegenheiten seit 2024
- Perrine Goulet, Vorsitzende der Delegation für Kinderrechte seit 2024
- Jean-Paul Matteï, ehemaliger Fraktionsvorsitzender (2022–24)
- Élodie Jacquier-Laforge, ehemalige Vizepräsidentin der Nationalversammlung (2022–24)

### Senatoren
Die vier Senatoren des Mouvement démocrate sitzen (zusammen mit denen der UDI, Les Centristes, Horizons und kleinerer Mitte-rechts-Parteien) in der Fraktion Union centriste (UC) (Stand Juli 2021):
- Alain Cazabonne (Gironde)
- Jean-Jacques Lasserre (Pyrénées-Atlantiques)
- Denise Saint-Pé (Pyrénées-Atlantiques)
- Jean-Marie Vanlerenberghe (Pas-de-Calais)

### Europaabgeordnete
Bei der Europawahl 2024 traten MoDem-Kandidaten auf der Liste Ensemble – Besoin d’Europe an, die von der Präsidentenpartei Renaissance geführt wurde und 14,6 Prozent der Stimmen erhielt. Von ihren 13 Sitzen gingen 3 an MoDem-Politiker:
- Laurence Farreng
- Christophe Grudler
- Marie-Pierre Vedrenne